# 馬莫諾沃
 條頓騎士團 1272–1525

 普魯士公國 1525–1701

 普魯士王國 1701–1871

 德意志帝國 1871–1918

 魏瑪共和國 1918–1933

 納粹德國 1933–1945

 苏联 1945–1991

馬莫諾沃 （俄语：Мамо́ново）是俄羅斯加里寧格勒州西南部的一個城市。2002年人口7,393人。
1272年由條頓騎士團建立。1945年前屬德國，舊稱海利根貝爾（Heiligenbeil），後以一名在波蘭普烏圖斯克陣亡的蘇聯紅軍軍官命名。1945年二戰末期，這裡爆發了海利根貝爾口袋戰役，德國第4軍團被幾乎全殲。